# Morro do Fogo
Morro do Fogo é um povoado situado na Serra do Morro do Fogo no município brasileiro de Érico Cardoso, na parte mais ao sul da Chapada Diamantina, centro-oeste do estado da Bahia, conhecida na região pela festa religiosa dedicada à padroeira. Foi o núcleo original de povoamento da região do Vale do Paramirim, guardando resquícios arquitetônicos desse período, razão pela qual foi tombado em 2006 pelo Instituto do Patrimônio Artístico e Cultural da Bahia (IPAC).
Sua capela dedicada a Nossa Senhora do Carmo, de fins do século XIX, é uma das construções remanescentes de quando o povoado foi o principal centro de povoamento da região, que mais tarde deram origem às cidades de Érico Cardoso (então chamada "Água Quente") e Paramirim (antigo "Arraial dos Ribeiro"); de feições simples e situada próximo ao cume do Morro do Fogo (que recebeu este nome em razão das fogueiras acesas pelos garimpeiros que desbravaram o lugar), o povoado recebeu o tombamento provisório pelo IPAC em 14 de maio de 2006.
A romaria que anualmente ali se realiza em homenagem a Nossa Senhora do Carmo atrai fiéis católicos e ainda turistas de aventura, não apenas da própria cidade e outras vizinhas, como de todo o país. Por não ser um destino turístico comum, o povoado não possui estrutura para receber todos os visitantes que ali acorrem, de forma que muitos se abrigam em barracas de camping e, no dia da festa, participam das comemorações religiosas e, a seguir, da parte profana.
Em janeiro de 2023 a promotoria regional dedicada ao patrimônio histórico e meio ambiente, sediada em Guanambi, realizou audiência pública em Érico Cardoso para cobrar das autoridades locais e do IPAC ações concretas para a efetiva proteção dos bens existentes no Morro do Fogo, como a capela, que sofreu reformas sem qualquer observância das normas conservacionistas.